# Eger címere

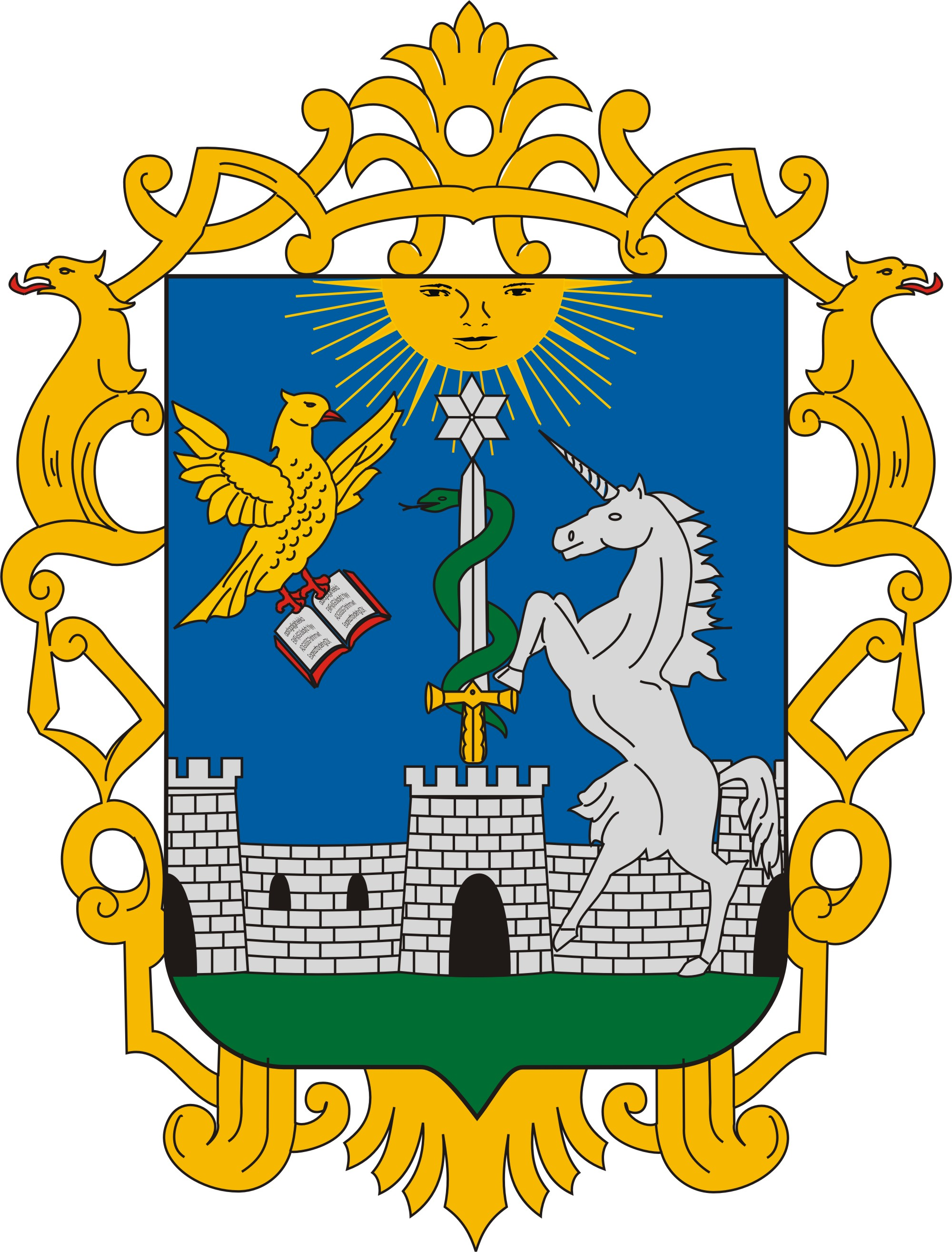
Címer

Eger címere a Fenessy György korábbi egri püspökkel (1686–1689) 1694-ben kötött egyezmény után a püspök címeréből alakult ki.
A címer csücskös talpú kék pajzsának zöld talpán természetes színű, két lőréses védőfal áll, amit három pártázatos, nyitott kapujú bástya erősít. Balról ezüst (fehér) egyszarvú ágaskodik. Az unikornis mellső lábaival egy hegyével felfelé álló, arany markolatú pallost tart a földesúri pallosjog jelképeként. A kardra tekeredő, zöld kígyó azt szimbolizálja, hogy hit legyőzi az álnokságot és a gyűlölködést. A kard hegyén ezüst hatágú csillag, a pajzsfő közepén arany napkorona fele. A csillag és a nap az éjszakák és a nappalok váltakozását jelképezi. Jobbról természetes színű, kiterjesztett szárnyú sas lebeg, karmai között nyitott könyvet tart. A karmaival az evangéliumot tartó sas Szent János apostolra és evangélistára, az egri főegyházmegye védőszentjére utal.
A pajzsot takarók helyett barokkos arany-ezüst indadísz keretezi, az indák közül jobbra és balra egy-egy vörös nyelvű griff feje tekint ki.